# Espai vectorial generat
En el camp matemàtic de l'àlgebra lineal, i més específicament en anàlisi funcional, l'espai vectorial generat per un conjunt de vectors d'un espai vectorial és la intersecció de tots els subespais que contenen el conjunt. L'espai vectorial generat per un conjunt de vectors és, per tant, un espai vectorial.

## Definició
Donat un espai vectorial V sobre un cos K, l'espai vectorial S generat per un conjunt (que pot ser infinit) de vectors es defineix com la intersecció W de tots els subespais de V que contenen S. Hom diu llavors que W és el subespai generat per S, o pels vectors de S. Recíprocament, hom diu que S és un conjunt generador de W, i també diem que S genera W.
De manera equivalent, l'espai vectorial generat per S es pot definir com el conjunt de totes les combinacions lineals finites d'elements de S.
Hom denota l'espai vectorial generat per S com {\displaystyle \langle S\rangle } o {\displaystyle \operatorname {span} (S)}.
{\displaystyle \langle S\rangle =\left\{{\sum _{i=1}^{k}\lambda _{i}v_{i}\mid k\in \mathbb {N} ,v_{i}\in S,\lambda _{i}\in K}\right\}.}
En particular, si S és un subconjunt finit de V, llavors l'espai vectorial generat per S és el conjunt de totes les combinacions lineals d'elements de S. En el cas que S és infinit, estan excloses per definició les combinacions lineals infinites (és a dir, combinacions lineals definides per una suma infinita, sempre que aquesta suma estigui definida i tingui sentit, com ara quan V és un espai de Banach).

## Matroides
Si generalitzem la definició per punts a l'espai, un subconjunt X del conjunt base d'un matroide s'anomena conjunt generador si el rang de X és igual al rang del conjunt base sencer.

## Exemples
L'espai vectorial dels reals ℝ3 té {(2,0,0), (0,1,0), (0,0,1)} com a conjunt generador. Aquest conjunt generador en particular n'és també una base. Si substituïm (2,0,0) per (1,0,0), tindríem la base canònica de ℝ3.
Un altre conjunt generador pel mateix espai vectorial és {(1,2,3), (0,1,2), (−1,1/2,3), (1,1,1)}, però aquest conjunt no és una base, perquè és linealment dependent.
El conjunt {(1,0,0), (0,1,0), (1,1,0)} no genera ℝ3; en canvi, genera el subespai de tots els vectors de ℝ3 amb la darrera component a 0.

## Teoremes
Teorema 1: El subespai generat per un subconjunt no buit S de V és el conjunt de totes les combinacions lineals dels vectors de S.
De vegades, aquest teorema es pren com a definició de l'espai vectorial generat per un conjunt.
Teorema 2: Qualsevol conjunt generador S d'un espai vectorial V ha de contenir, com a mínim, tants elements com qualsevol conjunt linealment independent de vector de V.
Teorema 3: Sigui V un espai vectorial de dimensió finita. Qualsevol conjunt de vectors que generi V es pot reduir a una base de V, mitjançant la supressió d'elements (per exemple, si hi ha vectors linealment dependents al conjunt). Si considerem l'axioma de l'elecció, aquest resultat és cert inclús sense la hipòtesi que V tingui dimensió finita.
Aquest resultat també indica que una base és un conjunt generador minimal si V té dimensió finita.

## Clausura de l'espai vectorial generat
En anàlisi funcional, una clausura d'un espai vectorial generat per un conjunt de vectors és el mínim conjunt tancat que conté l'espai vectorial generat per aquest conjunt.
Suposem que X és un espai vectorial normal, i sigui E un subconjunt no buit de X. La clausura de l'espai vectorial generat per E, denotada per {\displaystyle {\overline {\operatorname {Sp} }}(E)} o {\displaystyle {\overline {\operatorname {Span} }}(E)}, és la intersecció de tots els subespais lineals tancats de X que contenen E.
Una definició formal per aquest concepte és:
{\displaystyle {\overline {\operatorname {Sp} }}(E)=\{u\in X\;|\;\forall \varepsilon >0\,\exists x\in \operatorname {Sp} (E):\|x-u\|<\varepsilon \}.}

## Observacions
L'espai vectorial generat per un conjunt és dens dins la seva clausura. Addicionalment, com veurem en el següent lema, aquesta clausura és, de fet, la clausura de l'espai generat.

## Lema
Sigui X un espai normat, i sigui E un subconjunt no buit de X. Llavors:
- {\displaystyle {\overline {\operatorname {Sp} }}(E)} és un subespai lineal tancat de X que conté E.
- {\displaystyle {\overline {\operatorname {Sp} }}(E)={\overline {\operatorname {Sp} (E)}}}, és a dir, {\displaystyle {\overline {\operatorname {Sp} }}(E)} és la clausura de {\displaystyle \operatorname {Sp} (E)}.
- {\displaystyle E^{\perp }=(\operatorname {Sp} (E))^{\perp }=({\overline {\operatorname {Sp} (E)}})^{\perp }.}